# UTC+00:20
UTC+00:20 era una zona horària d'UTC coneguda com a Temps d'Amsterdam o temps holandès.
Es va utilitzar des de l'1 de maig del 1909 fins al 16 de maig de 1940.
L'hora exacta era GMT +0h 19m 32.13s fins al 17 de març de 1937, que es va simplificar a +00:20. Quan els Països Baixos van ser envaïts per les tropes alemanyes a la II Guerra Mundial van adoptar l'horari de Berlín que ja ha perdurat fins avui (UTC+01:00).